# Carden (Cheshire)
Pour les articles homonymes, voir Carden.
Carden est une paroisse civile et un village du Cheshire, en Angleterre.